# アイム・ステッピング・アウト
「アイム・ステッピング・アウト」(英語: I'm Stepping Out)は、1984年に発売されたジョン・レノンの楽曲、およびそのシングル。ジョンは1980年12月8日、凶弾に倒れたため、死後の発表となった。
1984年にリリースされた、ジョンとオノ・ヨーコのアルバム『ミルク・アンド・ハニー』に収録され、同年シングル・カットされた。アメリカでは「ノーバディ・トールド・ミー」に続くセカンド・シングル、イギリスでは「ボロウド・タイム」に続くサード・シングルとして発売。B面はヨーコの楽曲「スリープレス・ナイト」。

## 概要
「家庭から飛び出したい主夫」について歌われた曲であり、ジョン自身の主夫生活の体験をもとに書かれたと考えられる。冒頭に、この曲の概要について語りがある。
オノ・ヨーコは2001年のインタビューで、ジョンがレコーディング前に息子ショーンを連れてバミューダ諸島に滞在していた折、ジョンがこの歌詞の通りに遊びに行ってしまったエピソードを語っている。